# Chiesa di San Francesco da Paola (Torino)
La chiesa di San Francesco di Paola è un edificio di culto cattolico che si trova nella zona centrale di Torino, in via Po angolo via S. Francesco da Paola. È sede dell'omonima parrocchia.

## Descrizione
Il progetto della chiesa e del convento è attribuito al padre Andrea Costaguta, sostenuto da Cristina di Francia, come dimostra lo stemma ducale inserito nella facciata conclusa nel 1667, lavorata dai maestri luganesi, tra cui Martino Solaro e Giacomo Papa. Gli interni vedono la massiccia partecipazione dello scultore luganese Tommaso Carlone, dei Carlone di Rovio, che opera insieme alla sua bottega all'intero apparato scultoreo della chiesa.

### Interno

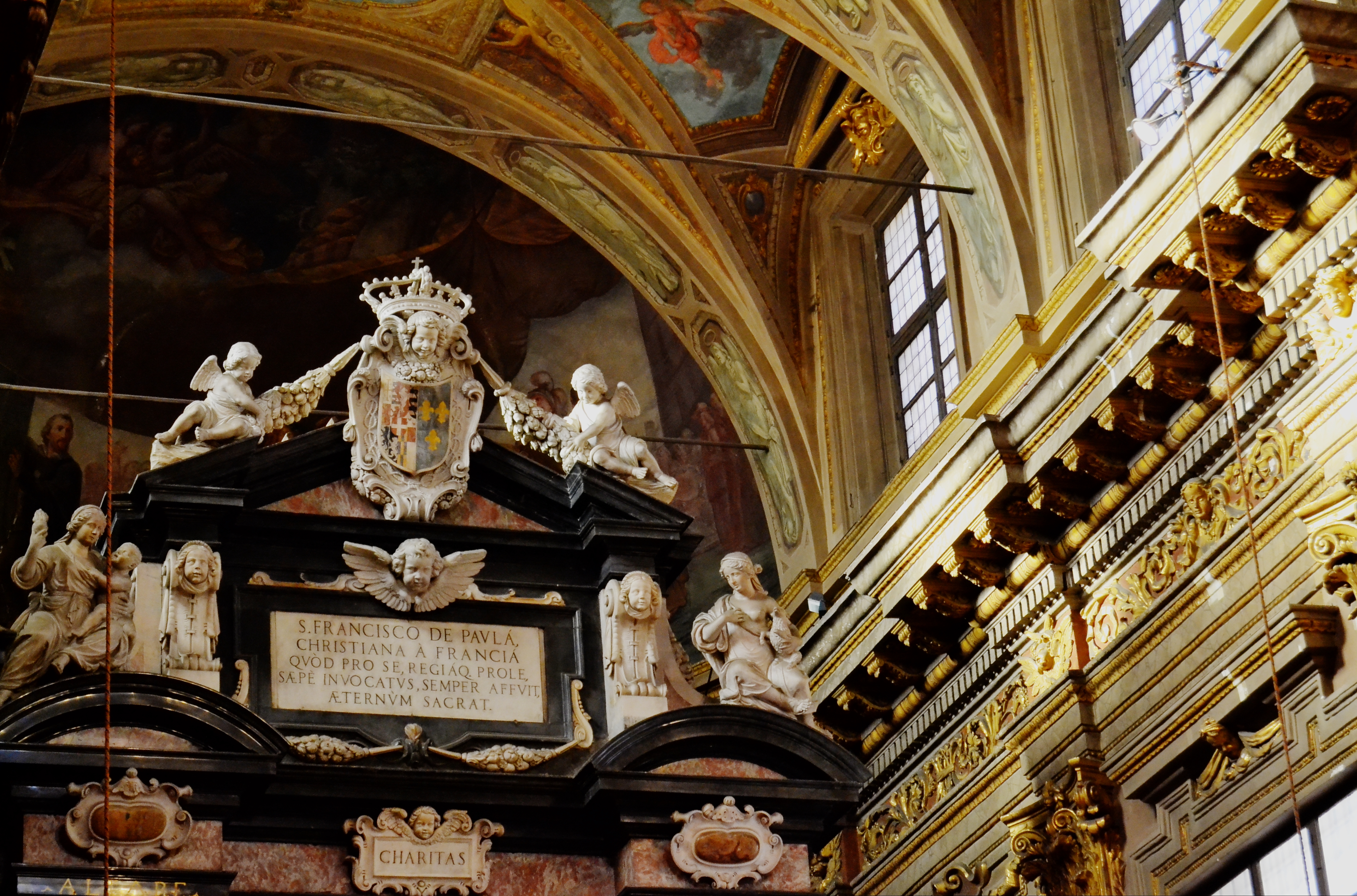
Dettaglio dell'altare maggiore

L'interno è decorato con marmi policromi seicenteschi e settecenteschi, presenta una pianta rettangolare, con navata e sei cappelle laterali, con altari che erano di patronato delle famiglie che erano legate alla corte.
L'altare maggiore adornato con lo stemma di Madama Reale Cristina di Francia è realizzato da Tommaso Carlone su disegno di Amedeo di Castellamonte (1664-1665), con al centro San Francesco da Paola in Gloria di Charles Dauphin (1664). Sempre di Dauphin è il dipinto laterale Luisa di Savoia chiede la grazia, mentre quello con San Francesco da Paola che attraversa lo stretto di Messina è attribuito alla bottega. Il pulpito e l'acquasantiera sono opera di Tommaso Carlone. 
Nella prima cappella a destra è detta della Trinità, in essa vi sono il monumento sepolcrale dei marchesi Morozzo della Rocca (1699) e il Transito di San Giuseppe del pittore Tommaso Lorenzone (metà secolo XIX). La seconda cappella ospita il monumento di Tomaso e Marcantonio Graneri e il dipinto raffigurante l'Arcangelo Michele di Stefano Maria Legnani (fine secolo XVII). La terza cappella era un patronato della famiglia dei Carron di San Tommaso, fu ereditata dopo successivi passaggi dal marchese Gustavo Benso di Cavour che sostituì gli stemmi dei Carron di San Tommaso con quelli dei Benso. È stata realizzata da Giovanni Domenico Carlone e Giuseppe Maria Carlone, figli di Tommaso e succeduti al padre nella decorazione della chiesa, ospita il dipinto  l'Immacolata e Santi di Giovanni Peruzzini. 

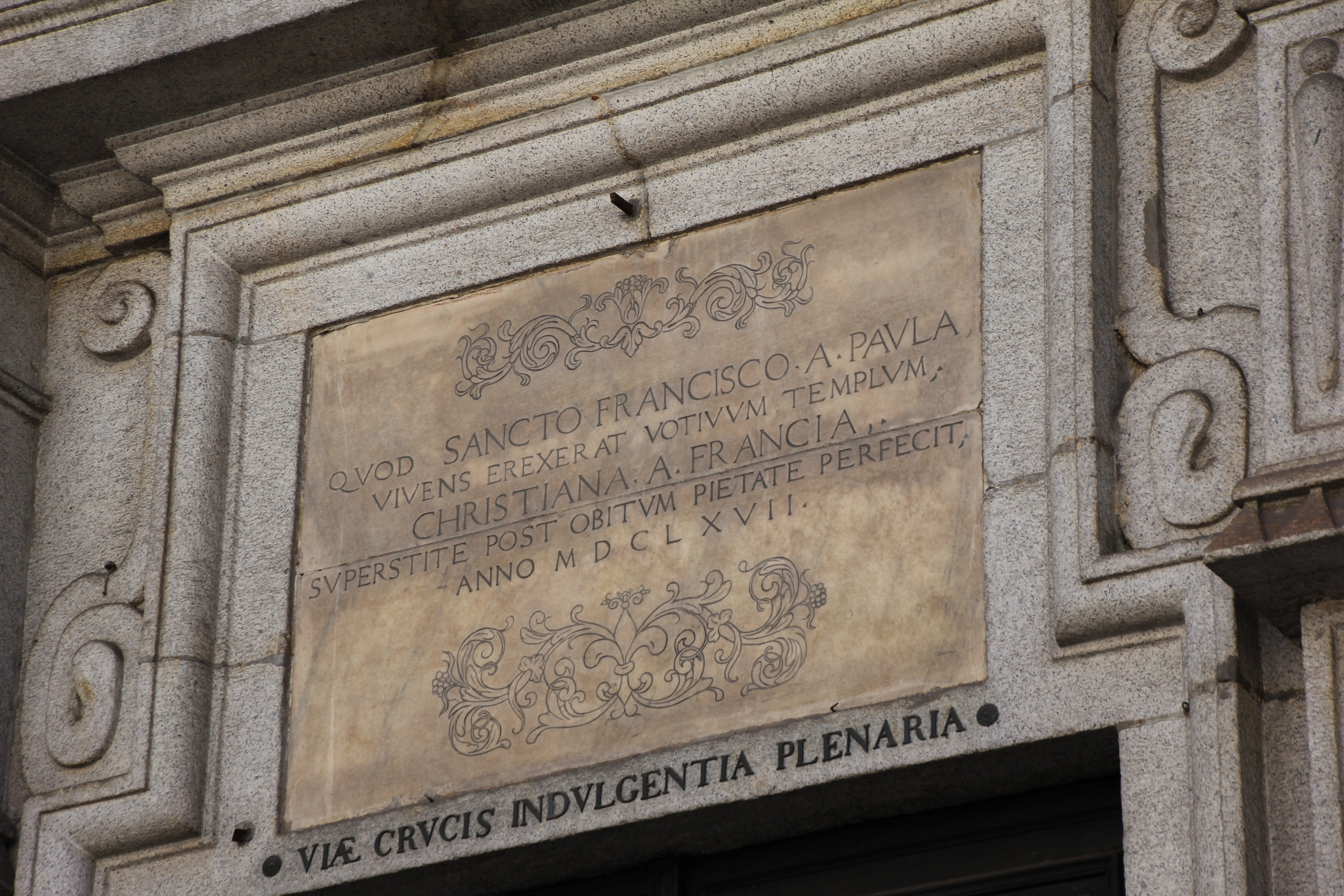
Particolare

La prima cappella a sinistra, voluta da Anna Maria d'Orléans, presenta il dipinto di Santa Genoveffa di Daniel Seiter (fine del secolo XVII) sull'omonimo altare attribuito a Carlo Emanuele Lanfranchi, ai lati opere di François Jossermé. La seconda cappella detta "della crocifissione"  ospita la tela Gesù crocifisso con la Vergine e san Giovanni Evangelista, di scuola genovese, databile al secolo XVII. 
Nella terza cappella, commissionata a partire dal 1654 dal cardinal Maurizio di Savoia, e dedicata alla Madonna del Buon Soccorso, importante l'altare con la statua della Madonna del Buon Soccorso, di Tommaso Carlone (1655). L'intera decorazione della cappella è opera di Tommaso Carlone e della sua bottega. 
Nella controfacciata della chiesa vi è il monumento funebre dello scultore Tommaso Carlone, che tanta parte ebbe nella decorazione interna dell'edificio e che fu tumulato nella chiesa per suo espresso volere testamentario. Il monumento fu eseguito dai figli Giovanni Domenico Carlone e Giuseppe Maria Carlone probabilmente subito dopo la morte del padre, già nel 1667.